# Robert Vessey (homme politique canadien)
Pour les articles homonymes, voir Robert Vessey et Vessey.
Robert Vessey (né le 27 novembre 1961 à York à l'Île-du-Prince-Édouard) est un homme politique canadien. Il représente la circonscription de York-Oyster Bed à l'Assemblée législative de l'Île-du-Prince-Édouard depuis l'élection générale du lundi 28 mai 2007.